# Самохвалово (Курганская область)
Самохва́лово — село в Шатровском районе Курганской области, административный центр Самохваловского сельсовета.

## География
Село расположено в 15 км севернее районного центра села Шатрово на реке Ирюм.

## История
До 1917 года в составе Саломатовской волости Ялуторовского уезда Тобольской губернии. По данным на 1926 год деревня Самохвалова состояла из 118 хозяйств. В административном отношении являлась центром Самохваловского сельсовета Шатровского района Тюменского округа Уральской области.

## Население
| 1989 | 2002 | 2010 |
| ---- | ---- | ---- |
| 959  | ↘692 | ↘583 |

По данным переписи 1926 года в деревне проживало 475 человек (231 мужчина и 244 женщины), в том числе: русские составляли 100 % населения.